# اهوارک
اهوارک روستایی از توابع بخش طالقان شهرستان طالقان در استان البرز ایران است. مردم اهوارک دارای فرهنگ اصیل تاتی هستند و هنوز به زبان تاتی سخن می‌گویند.

## جمعیت
این روستا در دهستان پایین طالقان قرار دارد و براساس سرشماری مرکز آمار ایران در سال ۱۳۸۵، جمعیت آن ۱۰۴ نفر (۲۷خانوار) بوده‌است.